# Akritai

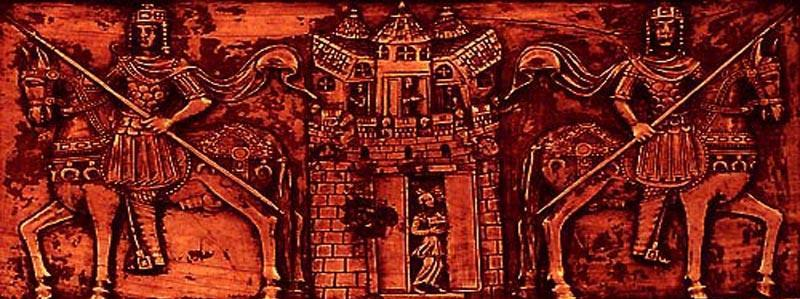
Lámina de metal medieval con akritoi, inspirados en la literatura.

Los akritai o akritoi (ἀκρίται, en singular: ἀκρίτης, akritis) eran hombres de frontera griegos que guardaban los límites anatolios del Imperio romano de Oriente (durante el período llamado bizantino). A veces se castellaniza el término como «acritas». Esta  lucha fronteriza se encuentra narrada, desde el punto de vista literario, en varios poemas épicos llamado canciones ácritas; la más conocida de ellas se llama Digenis Acritas.

## Función
Los akritoi eran campesinos que vivían en las provincias más próximas a las fronteras orientales del Imperio, y defendían sus límites más externos. El término deriva de la antigua palabra griega akra, que significa frontera. Las unidades de akritoi estaban formadas por nativos griegos que vivían cerca de las fronteras orientales del Imperio. Se trataban de soldados-campesinos libres. Si tales hombres eran realmente soldados-granjeros o si vivían de rentas de minifundios mientras se concentraban en sus tareas militares es algo que aún se debate. Si se les considera más bien como esto último, podrían ser comparados a señores feudales occidentales, pues los akritai a veces se convirtieron en propietarios de grandes latifundios. Especialmente las fronteras orientales del Imperio en Anatolia eran muy inseguras, lo que llevaba a un casi permanente estado de alerta y guerra, y un cierto nivel de independencia del emperador, que estaba en Constantinopla. Las unidades de akritai gradualmente entraron en declive durante la época de los Paleólogos debido a problemas financieros en el Imperio, cuando la mayor parte del ejército bizantino consistía en mercernarios, una tendencia que había empezado mucho antes.

## Armamento
Los akritai eran probablemente en su mayor parte tropas ligeras, armadas con arcos y jabalinas. estaban adaptados sobre todo a la guerra defensiva, a menudo contra la caballería ligera turca que los atacaba en las montañas de Anatolia, pero también podían cubrir el avance del ejército regular bizantino. Sus tácticas probablemente consistieron en escaramuzas y emboscadas para atrapar a los rápidos arqueros a caballo turcos. Se les considera hoy en día como los antecesores de los kleftes y los armatoloi.